# Megamind
Ne doit pas être confondu avec MegaMind.
Pour plus de détails, voir Fiche technique et Distribution.
Megamind est un film d'animation américain réalisé par Tom McGrath, et sorti au cinéma en 2010. Le film a fait sa première apparition aux États-Unis le 5 novembre 2010. Dans la version originale, le film inclut les voix originales de Will Ferrell, Tina Fey, Jonah Hill, David Cross et Brad Pitt. En France, le film est paru le 15 décembre 2010. Il est disponible en DVD et Blu-Ray depuis le 15 avril 2011. Le doublage français inclut les voix de Kad Merad et Franck Dubosc.

## Résumé
Dans une galaxie nommée Glaubunkt, deux mondes voisins sont sur le point d'être engloutis par un trou noir, deux familles envoient alors chacune leur bébé dans une capsule de sauvetage vers la Terre. Les capsules s'entrechoquent au moment de l'atterrissage et au lieu de finir au sein d'un manoir où le futur Metroman s'échoue, la capsule de Megamind atterrit dans une prison de haute sécurité où il est élevé par les détenus. Arrivé à l'âge scolaire, Megamind intègre une école où son futur rival fait déjà montre de ses pouvoirs et de son narcissisme. Ses tentatives pour s'intégrer échouent à cause de sa maladresse et du charisme de Metroman qui lui vaut toute l'admiration. Renvoyé en prison après avoir accidentellement mis le feu à l'école, Megamind décide de suivre une voie criminelle, ce qui lui vaut d'affronter régulièrement son rival de toujours et de toujours perdre.
Mais, loin d'être découragé par ses multiples échecs. Le jour de la grande ouverture du nouveau musée Metroman, Megamind s'évade un énième fois de prison avec l'aide de son fidèle poisson et assistant Nounou et, afin d'attirer Metroman dans un piège mortel, enlève une fois de plus la journaliste Roxanne Ritchi. Le super-héros se lance au secours de la belle journaliste, mais contre toute attente, le plan de Megamind fonctionne car selon Metroman, le toit de l'observatoire en cuivre affaiblit ses pouvoirs avant que Megamind ne le fasse exploser avec un rayon de la mort alimenté par le soleil et Metroman est finalement anéanti.
Dès lors, le super-vilain fait main basse sur la ville et s'adonne aux pires méfaits en toute liberté. Hélas, sans plus personne pour lui opposer, il sent bien vite la lassitude le gagner. Il comprend qu'avoir tué Metroman le condamne à l'ennui d'une vie sans légendaires batailles entre le bien et le mal. En voulant faire sauter le dernier monument à la gloire de son ancien rival, Megamind, sous un déguisement de concierge de musée nommé Bernard, rencontre Roxanne. Ils s'éprennent l'un de l'autre, et grâce à l'idée de Roxanne que les héros ne naissent pas mais sont fabriqués, Megamind a une idée qui lui fait retrouver toute sa motivation.
Megamind veut utiliser l'ADN de Metroman pour doter quelqu'un des super-pouvoirs du défunt héros. Selon son plan, l'individu ainsi choisi deviendrait le nouveau défenseur de la ville. Mais, comme toujours, son plan déraille lorsque Roxanne entre dans son repaire. Pendant la confrontation, il injecte accidentellement l'ADN de Metroman à Hal Stewart, cameraman et éternel loser amoureux de Roxanne, qui hérite des super-pouvoirs de Metroman. Megamind décide de le former, en vue de leur affrontement, et lui inculque les notions de bien et de justice qui lui font défaut. Parallèlement lui, déguisé en Bernard, et Roxanne se rapprochent.
Mais alors qu'il semblait proche d'obtenir ce qu'il désirait le plus, rien ne va plus: après une grave dispute, Nounou démissionne, exaspéré par sa relation avec Roxanne en qui il ne voit qu'une distraction; le déguisement qui lui a permis de séduire Roxanne disparaît accidentellement, et la journaliste le quitte. De plus, Hal, devenu « Titan », n'aspirait à devenir un super-héros que pour conquérir celle qu'il aimait, mais elle n'a pas voulu de lui malgré son statut de super-héros. Megamind s'arrange pour combattre Titan le lendemain, mais Titan ne se présente pas. Megamind apprend que Titan utilise maintenant ses pouvoirs pour commettre des crimes. Titan propose même de s'allier à Megamind, mais ce dernier révèle délibérément ses déguisements qui lui ont permis de gagner le cœur de Roxanne, dans l'espoir d'inciter Titan à se battre. En colère, Titan bat sauvagement Megamind dans le combat. Réalisant que Titan n'a aucun intérêt pour la justice et que ce dernier est prêt à le tuer, Megamind piège Titan dans une boule de cuivre, supposant que, comme Metroman, le cuivre inhibe ses pouvoirs. Toutefois, Titan éclate facilement la boule. Megamind réussit à s’enfuir et Titan décide de dévaster la ville.
Malgré lui, Megamind va devoir faire face à cette nouvelle menace. Il veut éviter la destruction de Metro City, avec pour toute aide Roxanne, qui lui reproche encore la mort de Metroman et ses derniers mensonges. Afin de découvrir les faiblesses de Metroman, la journaliste — qui a du mal à accepter ses sentiments pour Megamind — emmène celui-ci à son ancienne école, qui sert d'entrée à la base secrète de Metroman. Ils découvrent à leur grande surprise que ce dernier est toujours vivant. Metroman leur explique qu'il avait décidé d'arrêter sa vie de super-héros, dont il s'était lassé. Il a alors fait croire à sa mort afin de devenir Musicman, et se consacrer exclusivement à la musique, bien qu'il ne soit pas très doué. Il encourage cependant Megamind à réfléchir quant au sens réel de son existence.
Déprimé par cette révélation, Megamind décide de se rendre au directeur de la prison, et se retrouve à nouveau enfermé dans sa cellule. Mais Titan prend Roxanne en otage et Megamind tente de convaincre le directeur de la prison (qui est en fait Nounou déguisé) que lui seul peut sauver la ville. Megamind s'évade avec l'aide de Nounou et se fait passer pour Metroman revenu à la vie, et Nounou comme Megamind — ceci pour impressionner Titan, qui a toujours été un admirateur inconditionnel du super-héros. Un tic de langage trahit cependant Megamind, et un combat s'engage, la force de Titan compensant le génie mécanique de Megamind. Ce dernier parvient cependant à priver Titan de ses pouvoirs, après un combat épique. Megamind finit par admettre n'avoir au fond jamais été fait pour une vie criminelle et ne regrette pas d'avoir choisi la voie du bien. Le jour de inauguration du musée est reconstruit de Megamind, Il est acclamé en héros par les habitants de Metro City (y compris par Metroman en habits civils) et devient le protecteur de la ville alors que Hal est incarcéré dans l’ancien cellule de Megamind.

## Personnages
| |  |  |
| Will Ferrell (la voix de Megamind dans la version originale) et Tina Fey (la voix de Roxanne) au Comic-Con de San Diego le 22 juillet 2010. |  |  |

- Megamind, un super-vilain qui a pour rival Metroman, super-héros de Metro City. Il veut s'emparer de la ville. Il est prêt à tout pour arriver à ses fins. Mais ses plans pour tenter de conquérir Metro City ont toujours été mis en échec par Metroman. Malgré ses nombreuses défaites, il refuse d'abandonner et continue de se battre contre Metroman. Un jour, Megamind finit par supprimer le super-héros et réussit à conquérir la ville. Cependant, la « mort » de Metroman le démotive et il comprend qu'un méchant a besoin d'un héros pour se sentir exister et avoir un but dans la vie. Pour rattraper son erreur, il décide de prendre de l'ADN de Metroman afin de l'utiliser sur un cobaye. C'est Hal Stewart qui va bénéficier des pouvoirs de Metroman et qui sera plus connu sous le nom de Titan. Malheureusement, Titan trouve bien plus amusant d'être un super-vilain et saccage la ville. Megamind décide donc de se ranger du côté du bien et affronte Titan, qu'il neutralise avec difficulté.
- Metroman est le super-héros de Metro City qui a sauvé la ville à plusieurs reprises des plans machiavéliques de Megamind, son ennemi de toujours. Lors de l'ouverture du Metroman museum, Megamind a enlevé Roxanne Ritchi. Metroman vole au secours de la journaliste, mais se fait neutraliser par un rayon laser et meurt (c'est du moins ce que l'on croit). Depuis sa victoire, Megamind est démotivé et créé un super-héros appelé Titan (Hal Stewart). Mais Titan s'amuse en semant la pagaille dans Metro City. Pour découvrir son point faible, Megamind demande de l'aide à Roxanne qui le conduit à son ancienne école (école que Megamind lit « essole » ; on peut par ailleurs remarquer plus tôt dans le film qu'il dit également « mélanssolie » au lieu de mélancolie) là où se trouve... Metroman. Aussi incroyable que ça puisse paraître, Metroman a survécu au rayon laser lancé par Megamind lors de leur dernier affrontement. Il explique à Megamind et Roxanne qu'avant de mettre en scène sa « mort », il voulait profiter de ses derniers moments de super-héros car cela commençait à le lasser. Il lui a fallu faire un choix : il a décidé d'arrêter sa vie de super-héros afin de se lancer dans la musique sous le pseudonyme de Musicman. Il va lui-même encourager Megamind à choisir la voie du bien.
- Roxanne Ritchi, jeune femme qui vit à Metro City et qui est une passionnée par son métier de journaliste. Elle travaille avec son cadreur Hal Stewart, qui est amoureux d'elle. Alors que le Metroman museum s'apprête à inaugurer son ouverture, Roxanne se fait enlever par Megamind. Metroman vole alors à sa rescousse, mais meurt (il ne s'agit que d'une mise en scène de Metroman). Après son « décès », Roxanne se sent bouleversée. Elle fait la connaissance de Bernard dans le musée, dont Megamind a peu après pris la place. Elle essaye de découvrir avec lui ce que Megamind mijote à nouveau mais ignore que Bernard et Megamind sont une même personne. Elle lui avouera même qu'elle et Metroman n'ont pas eu de relation amoureuse. Elle en tombe amoureuse mais finit par découvrir son vrai visage. Après avoir créé Titan qui est finalement devenu un super-vilain, Megamind demande l'aide de Roxanne pour trouver le point faible de Titan. Elle le conduit à son ancienne école où se trouve Metroman. Ce dernier a finalement survécu au rayon laser lancé par Megamind et explique à celui-ci et Roxanne que sa vie de super-héros le lassait et a fait un choix : il a décidé de mettre un terme à sa vie de super-héros et se nomme désormais Musicman (il se lance dans la musique). Elle tente ensuite de raisonner Titan mais en vain et devient son otage. Megamind va donc la secourir et finit par neutraliser Titan. Roxanne finit par accepter Megamind et ils deviennent amis.
- Nounou ( Minion dans la version originale), poisson assistant de Megamind. L'aidant à sortir de prison pour le jour où le plan (presque) parfait de Megamind, il est rejeté par ce dernier lorsque Nounou découvre les sentiments qu'éprouve Megamind pour Roxanne. Il part donc, mais quand il apprend que Titan, leur créature, est en train de détruire la ville, il revient en prison pour libérer son maître. Durant le combat final, il prendra l'apparence de Megamind dans le but d'aider ce dernier, déguisé lui en Metroman, et finit « empalé » par la tour que Titan a lancée sur lui. Il est envoyé dans l'eau juste à côté. Il survit.
- Titan, de son vrai nom Hal Stewart, ami de Roxanne, fait tout pour la séduire. Mais elle le rejette, même après que Metroman est officiellement mort, et que lui-même a acquis des pouvoirs. Quand Megamind le dupe en se déguisant en son « père des étoiles », puis en Bernard, personnage rencontré avant, et après avoir appris que Roxanne et Megamind se sont embrassés, Hal tente de tuer ce dernier par tous les moyens. Cependant, c'est Megamind qui sort vainqueur de l'affrontement, et Hal va en prison. Son nom est un mélange de Hal Jordan et John Stewart, personnages de fiction ayant endossé le costume du super-héros Green Lantern.

## Fiche technique
Source principale de la fiche technique :
- Titre original et français : Megamind
- Réalisation : Tom McGrath
- Scénario : Alan J. Schoolcraft et Brent Simons
- Décors : David James
- Montage : Michael Andrews
- Musique : Hans Zimmer et Lorne Balfe
- Production : Lara Breay et Denise Nolan Cascino
  - Production associée : Holly Edwards
  - Production déléguée : Stuart Cornfeld et Ben Stiller
- Société de production : DreamWorks Animation, Pacific Data Images et Red Hour Films
- Distribution :
  -  États-Unis : Paramount Pictures
  -  France : Paramount Pictures
- Budget : 130 000 000 de dollars
- Pays d'origine :  États-Unis
- Langue originale : anglais
- Format : couleur - 1,44:1 (version IMAX 3-D), 1,85:1 (version 3D) et 2,35:1 - Format 70 mm
- Genre : Animation, comédie satirique[1]
- Durée : 96 minutes
- Dates de sortie[4] :
  -  Russie,  Ukraine : 28 octobre 2010
  -  États-Unis : 5 novembre 2010
  -  France : 15 décembre 2010
  -  Belgique : 15 décembre 2010
  -  Suisse romande : 15 décembre 2010[5]
- Dates de sortie DVD :
  -  États-Unis : 25 février 2011
  -  France : 15 avril 2011

## Distribution

### Voix originales
- Will Ferrell : Megamind
- Tina Fey : Roxanne Ritchie
- Jonah Hill : Hal Stewart / Titan
- David Cross : Nounou
- Brad Pitt : Metroman
- Justin Theroux : le père de Megamind
- Ben Stiller : Bernard
- Tom McGrath : lord Scott / gardien de prison
- J. K. Simmons : le directeur de la prison
- Christopher Knights : le gardien de prison
- Mike Mitchell : le père dans la foule
- Ella Olivia Stiller : l'écolière
- Quinn Dempsey Stiller : l'écolière
- Brian Hopkins : le prisonnier
- Jasper Johannes Andrews : le bébé qui pleure
- Jack Blessing : le présentateur des informations
- Stephen Kearin : le maire
- Jessica Schulte : la mère de Megamind
- Emily Nordwind : Lady Scott

Source : IMDb

### Voix françaises
- Kad Merad : Megamind
- Géraldine Nakache : Roxanne Ritchie
- Charles Pestel : Hal Stewart / Titan
- Pierre Tessier : Nounou
- Franck Dubosc : Metroman
- Alexis Victor : Bernard
- Yann Guillemot : le père de Megamind
- Laurence Colussi : la mère de Megamind
- Cédric Dumond : lord Scott
- Noémie Kocher : lady Scott
- Pierre Dourlens : le directeur de la prison
- Julien Kramer : le gardien de prison

Source : AlloCiné

### Voix québécoises
- Daniel Picard : Megamind / Bernard
- Mélanie Laberge : Roxanne Ritchie
- Hugolin Chevrette-Landesque : Minion
- Jean-François Beaupré : Hal Stewart / Titan
- Marc-André Bélanger : Metroman
- Guy Nadon : le directeur de la prison
- Louis-Georges Girard : le maire de Metro City

Source : Doublage.qc.ca

## Bande originale

### Divers artistes
Un album intitulé Megamind: Music from the Motion Picture a été commercialisé aux États-Unis le 2 novembre 2010 par Lakeshore Records[réf. nécessaire].

## Autour du film
- Le film a plusieurs fois changé de titre au cours du développement du projet, précédemment intitulé Master Mind puis Oobermind [1].
- Quand Megamind devient le « papa des étoiles » (space dad en version originale), son visage, sa coiffure et ses vêtements sont extrêmement similaires à ceux de Marlon Brando dans Superman (1978).
- La montre qu'utilise Megamind est comparable à celle de Ben Tennyson dans Ben 10.
- L'un des tests que fait subir Megamind à Titan fait référence au premier jeu vidéo de la série Donkey Kong.
- Le film fait de nombreux clins d'œil aux comics de Superman au cours du film :
  - Les origines de Metroman sont extraterrestres et sa planète fut détruite alors qu'il était bébé. Il a été envoyé sur Terre dans une fusée et recueilli par un couple de Terriens.
  - Metroman et Superman ont pratiquement les mêmes super-pouvoirs : voler, super-vitesse, super-force, invulnérabilité...
  - Megamind croit que la journaliste Roxanne Ritchi est amoureuse de Metroman, comme Lois Lane est amoureuse de Superman.
  - Metro City a son nom inspiré de la ville de Superman, Metropolis.
  - Lorsque Megamind recherche la cachette de Metroman, il demande à Roxanne si ce dernier n'aurait pas un repère, une « forteresse de la solitude », référence à la Forteresse de la Solitude de Superman.
- L'exosquelette biomécanique de Nounou est fortement inspiré de Ro-Man, le monstre du film Robot Monster de 1953.
- La pancarte de l'école où Metroman et Megamind ont passé leur enfance indique : « Lil' Gifted School for Lil' Gifted Kids ». C'est une référence à l'univers des X-Men et à l'école de Charles Xavier.

## Séries télévisées
Le 11 février 2022, il a été annoncé que Peacock avait commandé une série animée CG à DreamWorks Animation Television servant de suivi au film, initialement intitulé Megamind's Guide To Defending Your City .
Le 5 août 2022, Simons a confirmé que l'écriture de l'émission était terminée et que la production avançait. La série sortira en 2024.